# Album (Einheit)
Mit Album, auch Albus in der Literatur, wurde ein altes dänisches Flächenmaß bezeichnet.
- Dänemark, allgemein: 1 Albus/Albus = 0,574607 Ar = 57,4607 Quadratmeter
- Hartkorn: 1 Album/Albus = 2,9551 Ar
- Insel Bornholm: 1 Album/Albus = 2,0358 Ar

In der Maßkette war es ein kleines Maß:
- von 1683 bis 1835: 1 Tønde/Tönde/Tonne/Tonda = 8 Skjepper = 32 Fjerdingkar/Viertelschip = 96 Album/Albus = 384 Penning = 560 Kvadrat rode = 5523,84 Quadratmeter
- nach 1835: 1 Tønde/Tönde/Tonne/Tonda = 8 Skjepper = 32 Fjerdingkar/Viertelschip = 96 Album = 560 Kvadrat rode = 55,1622512 Quadratmeter[1]

- Jordvœredienheds system 1840: 1 Album = 229,8427 Quadratmeter
- Jordvœredienheds system 1883: 1 Album hartkorn = 2,96 Ar[2]